# Antonio Pedrero
Antonio Pedrero López (Tarrasa, 23 de outubro de 1991) é um ciclista profissional espanhol. Estreia como profissional em julho de 2015 com a equipa Team Inteja-MMR depois de ter obtido grandes resultados, nesse mesmo ano, como amador como por exemplo a vitória na Clássica Cidade de Torredonjimeno. A sua primeira corrida profissional foi o Tour de Guadalupe onde conseguiu se impor na última etapa e acabar em terceira posição.
Para a temporada 2016, Antonio alinhou pelo conjunto Movistar Team.

## Palmarés
2015
- 1 etapa do Tour de Guadalupe

## Resultados nas Grandes Voltas
Durante a sua carreira desportiva tem conseguido os seguintes postos nas Grandes Voltas:
| Carreira        | 2015 | 2016 | 2017 | 2018 | 2019 |
| --------------- | ---- | ---- | ---- | ---- | ---- |
| Giro d'Italia   | -    | -    | -    | 92º  |      |
| Tour de France  | -    | -    | -    | -    | -    |
| Volta a Espanha | -    | -    | 51º  | -    | -    |

-: não participa 

Ab.: abandono

## Equipas
- Team Inteja-MMR (2015)
- Movistar Team (2016-)